# Стрелко Володимир Васильович
Володимир Васильович Стрелко (1937, Любеч, Чернігівська область — 5 січня 2021) — український вчений у галузі фізико-хімії та технології дисперсних неорганічних і вуглецевих матеріалів, академік НАН України, заслужений діяч науки і техніки України, лауреат Державної премії СРСР; директор Інституту сорбції та проблем ендоекології НАН України.

## Біографія
- 1954—1959 навчався на хімічному факультеті Київського державного університету ім. Т. Г. Шевченка.
- 1959—1962 рр. в аспірантурі Інституту фізичної хімії ім. Л. В. Писаржевського АН УРСР.
- 1963 захистив кандидатську дисертацію (фах: фізична хімія)
- 1965—1979 молодший, старший науковий співробітник Інституту фізичної хімії ім. Л. В. Писаржевського АН УРСР
- 1974 захистив докторську дисертацію (фах: колоідна хімія)
- 1979—1991 р. рішенням Президії АН УРСР з групою співробітників був переведенийдо Інституту загальної та неорганічної хімії АН УРСР, де очолив відділ сорбції та тонкого неорганічного синтезу, згодом керівник відділення
- 1983 отримав звання професора з фізичної і колоїдної хімії
- 1988 обраний членом-кореспондентом АН УРСР
- 1991 директор створенного ним Інституту сорбції та проблем ендоекології НАН України (ІСПЕ)
- 1995 обраний дійсним членом Національної Академії Наук України

Серед учнів Володимира Стрелко 3 доктори, 28 кандидатів наук, 2 із них обрано до Національної академії наук України.

## Робота в цільових наукових радах
В 1970-1980-х роках В.Стрелко був членом Наукової ради при Президії АН УРСР з питань захисту навколишнього середовища, заступником голови наукових рад АН УРСР «Гемосорбція» та «Сорбційні методи детоксикації організму», членом Наукової ради АН СРСР з адсорбції, керівником розділу Всесоюзної програми ДКНТ СРСР із розвитку еферентних методів терапії. Нині він є заступником академіка-секретаря Відділення хімії НАН України.

## Членство в міжнародних наукових організаціях
- іноземний член Наукової ради РАН з адсорбції і хроматографії
- членом Міжнародного наукового товариства з адсорбції (International Adsorption Society)
- Міжнародного наукового товариства іонного обміну (ISIE)
- Міжнародних федерацій по штучним органам — (European Society for Artificial Organs, ESAO та International Federation on Artificial Organs, IFAO)
- експерт Міжнародного комітету сприяння вченим СНД (INTAS)
- експерт видавництва журналів Королівського хімічного товариства Великої Британії
- Комітету з присудження Державних премій України в галузі науки і техніки
- член редколегій фахових журналів «Эфферентная терапия», «Adsorption», «Химия и технология воды»

## Звання та нагороди
- 1979 Лауреат Державної премії СРСР за працю «Розробка і впровадження нових методів лікування, заснованих на всмоктування токсичних речовин з крові та інших біологічних рідин організму в клінічній практиці»
- 1982 Медаль «В пам'ять 1500-річчя Києва»
- 1997 Лауреат Премії президентів національних академій наук Білорусі, Молдови та України, 1997
- 2008 Орден князя Ярослава Мудрого, V ступеня
- 2010 Премія НАН України імені О. І. Бродського

## Праці
В. Стрелко — автор 7 книг-монографій, близько 400 статей в наукових журналах, 228 авторських свідоцтв та патентів на винаходи, в тому числі 2 у США..